# Tolna atrigona
Tolna atrigona är en fjärilsart som beskrevs av Louis Beethoven Prout 1927. Tolna atrigona ingår i släktet Tolna och familjen nattflyn. Inga underarter finns listade i Catalogue of Life.